# Stefan Banach

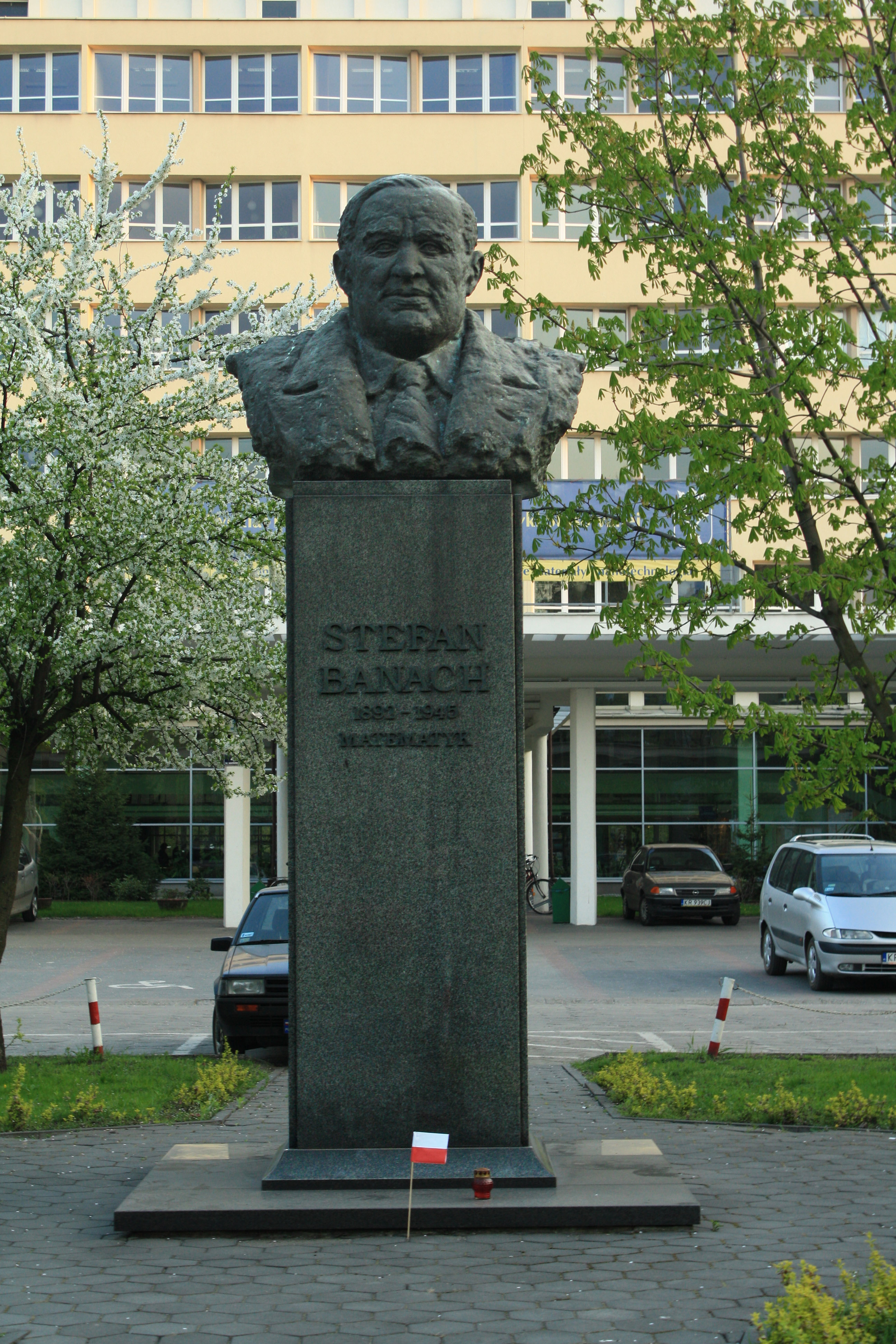
Pomnik Stefana Banacha przed budynkiem przy ul. Reymonta 4 w Krakowie, gdzie w latach 1968–2008 mieścił się Instytut Matematyki Uniwersytetu Jagiellońskiego.

Stefan Banach (ur. 30 marca 1892 w Krakowie, zm. 31 sierpnia 1945 we Lwowie) – polski matematyk, czołowy przedstawiciel lwowskiej szkoły matematycznej, profesor zwyczajny związany z Uniwersytetem Lwowskim, członek Polskiej Akademii Umiejętności (PAU).
Banach to jeden z pionierów i klasyków analizy funkcjonalnej, znany m.in. z opisania twierdzenia o kontrakcji i przestrzeni Banacha. Zajmował się też teorią mnogości, w której podał paradoks rozkładu kuli razem z logikiem Alfredem Tarskim, a także był autorem podręczników szkolnych i akademickich do matematyki i mechaniki. Banacha upamiętniają nazwy terminów naukowych, instytucji, nagród oraz pomniki.

## Życiorys

### Młodość
Jego ojcem był góral z Ostrowska lub Jordanowa, Stefan Greczek (służący jako żołnierz w wojsku austriackim, później pracujący jako urzędnik w Krakowie), a matką prawdopodobnie góralka Katarzyna Banach, pochodząca z Borównej. Wychowywał się w rodzinie zastępczej (właścicielki pralni, Franciszki Płowej, i jej córki, Marii Puchalskiej). Znał osobiście tylko swojego ojca i czasami się z nim spotykał. Zgodnie z obietnicą daną matce ojciec łożył na jego utrzymanie. Od dzieciństwa wykazywał nieprzeciętne zdolności matematyczne i lingwistyczne.
W latach 1902–1910 uczęszczał do IV c.k. Gimnazjum w Krakowie. Po maturze pracował w księgarni krakowskiej. Matematykę studiował jako samouk. W latach 1911–1913 zaliczył egzaminem częściowym (tzw. półdyplom) dwa lata studiów na Wydziale Inżynierii Lądowej Politechniki Lwowskiej.
Po wybuchu I wojny światowej pracował jako nadzorca przy budowie dróg. Nie został wcielony do armii z powodu leworęczności i wady wzroku. Po powrocie do Krakowa zarabiał na życie korepetycjami. Nadal studiował samodzielnie.

### Kariera naukowa
W 1916 dr Hugo Steinhaus zainteresował się przypadkowo spotkanym Banachem (przechodząc Plantami w Krakowie, usłyszał dwóch młodych ludzi rozmawiających o całce Lebesgue’a, zagadnieniu z zaawansowanej teorii miary i całki; byli to Banach i Otton Nikodym). Spotkanie zaowocowało wspólną publikacją i wieloletnią współpracą. W 1920 dzięki wstawiennictwu Steinhausa Banach otrzymał asystenturę (do 1922) w Katedrze Matematyki na Wydziale Mechanicznym Politechniki Lwowskiej u prof. Antoniego Łomnickiego. W 1920 (nie mając dyplomu ukończenia studiów) doktoryzował się na Uniwersytecie Jana Kazimierza we Lwowie na podstawie rozprawy, której główne wyniki zostały potem opublikowane w pracy: Sur les opérations dans les ensembles abstraits et leur application aux équations intégrales (Fundamenta Mathematicae, III, 1922), w której zawarł podstawowe twierdzenia analizy funkcjonalnej, nowej dyscypliny matematyki. W rozprawie zawarł definicję „przestrzeni B”, którą Maurice Fréchet nazwał w 1926 r. „przestrzenią Banacha”.
Popularna anegdota głosi, że Banachowi wystarczało, że zawodowo zajmował się ukochaną dziedziną nauki, stąd nie zamierzał nawet uzyskać stopnia magistra. Jego przełożeni uknuli intrygę, która miała mu zapewnić stopień doktora (z pominięciem tytułu magistra). Matematyk lubił bowiem atmosferę hałaśliwych lokali z wyszynkiem, tam rozwiązywał zawiłe problemy, pisząc na serwetkach lub skrawkach papieru. Wydelegowano więc dwóch asystentów, którzy nie odstępowali go na krok i systematycznie zbierali wszystkie jego notatki. Na ich podstawie napisali ww. pracę doktorską, która została uznana za dysertację Banacha.
Była to jednak połowa sukcesu, bo pracę należało jeszcze obronić, a matematyk nie zamierzał stawać przed żadną komisją egzaminacyjną. Profesor Andrzej Turowicz opisał to następująco:
Pewnego dnia zaczepiono Banacha na korytarzu Uniwersytetu Jana Kazimierza: „Czy mógłby pan wpaść do dziekanatu, są tam jacyś ludzie, którzy mają pewne problemy matematyczne, a pan na pewno potrafi im wszystko wyjaśnić”. Banach udał się zatem do wskazanego pokoju i chętnie odpowiedział na wszystkie pytania, nieświadom tego, że właśnie zdaje egzamin doktorski przed komisją specjalnie w tym celu przybyłą z Warszawy.
Przytoczona anegdota została opowiedziana przez Turowicza w 1984 r. Nie był on jednak świadkiem tych zdarzeń, a jedynie relacjonował historię, którą opowiedział mu prof. Otton Nikodym.
W rzeczywistości Banach ukończył 4 lata studiów na Politechnice Lwowskiej, co w ówczesnych czasach uprawniało do starania się o nadanie stopnia doktora. Złożył on swoją dysertację w czerwcu 1920 r., kilka miesięcy po rozpoczęciu pracy na Politechnice Lwowskiej. Recenzję napisali Steinhaus i Eustachy Żyliński. Wpłynęła ona 30.10.1920, a 3.11. Banach zdał egzamin doktorski z matematyki i fizyki, uzyskując jednomyślną ocenę celującą od wszystkich egzaminatorów (byli nimi dwaj recenzenci, dziekan, prof. Zygmunt Weyberg oraz prof. Stanisław Loria). Następnie, 11.12. zdał egzamin doktorski z filozofii (w komisji był dziekan oraz profesorowie filozofii, Kazimierz Twardowski i Mścisław Wartenberg). Ceremonia nadania stopnia doktora miała miejsce 22 stycznia 1921.
W 1922 habilitował się na Uniwersytecie Jana Kazimierza (decyzja Rady Wydziału z 30 czerwca) i 22 lipca tego roku otrzymał nominację na profesora nadzwyczajnego, a w 1927 na profesora zwyczajnego tego uniwersytetu. W 1924 został członkiem Polskiej Akademii Umiejętności. W latach 1922–1939 kierował jednym z zakładów w Instytucie Matematycznym Uniwersytetu Jana Kazimierza, rozwijając wielką działalność naukowo-badawczą. Stał się wkrótce największym autorytetem w analizie funkcjonalnej. Dookoła niego skoncentrowała się plejada młodych talentów dając początek lwowskiej szkole matematycznej. Wkrótce, bo już w 1929 r., grupa zaczęła wydawać własny organ poświęcony analizie funkcjonalnej Studia Mathematica. Matematycy spotykali się w kawiarni Szkockiej, zapisując problemy i ich rozwiązania na serwetkach i blatach stołów, w wyniku czego wiele z nich zostało utraconych. Później żona Banacha sprezentowała im zeszyt, w którym prowadzili swoje zapiski. Został on nazwany „Księgą szkocką”.
W 1932 ukazało się w druku dzieło Banacha Théorie des opérations linéaires jako pierwszy tom nowego wydawnictwa Monografie Matematyczne, którego był jednym z założycieli.
Dzieło to przyczyniło się w dużym stopniu do spopularyzowania osiągnięć Banacha wśród ogółu matematyków i do rozwoju analizy funkcjonalnej. O zainteresowaniu świata matematycznego osobą Banacha świadczy, między innymi, fakt powierzenia mu jednego z odczytów plenarnych na Międzynarodowym Kongresie Matematycznym w Oslo w 1936.
O uznaniu zasług Banacha w kraju świadczy też i to, że był kilkukrotnie laureatem nagród naukowych, a w 1939 został wybrany na prezesa Polskiego Towarzystwa Matematycznego. Był członkiem zwyczajnym Kasyna i Koła Literacko-Artystycznego we Lwowie.
Był autorem ponad 60 prac naukowych i twórcą twierdzeń o fundamentalnym znaczeniu dla wielu działów matematyki. Styl pracy Banacha, jego niezwykła intuicja naukowa, bezpośredniość i otwartość pozwoliły mu (wraz ze Steinhausem) na stworzenie Lwowskiej Szkoły Matematycznej. W 1924 został członkiem korespondentem Polskiej Akademii Umiejętności, od 1931 członkiem zwyczajnym Towarzystwa Naukowego Warszawskiego, członkiem przybranym (1923) i członkiem czynnym (1927) Towarzystwa Naukowego we Lwowie, członkiem założycielem (1919) Polskiego Towarzystwa Matematycznego i jego wiceprezesem (1932–1936) oraz prezesem (1939–1945). W 1930 otrzymał nagrodę naukową miasta Lwowa. W latach 1936–1939 był wiceprzewodniczącym Komitetu Matematycznego Rady Nauk Ścisłych i Stosowanych. W 1939 otrzymał Nagrodę im. Janiny z Rychterów Mościckiej, przyznaną przez Polską Akademię Umiejętności.

### II wojna światowa
Po zajęciu Lwowa przez wojska sowieckie (22 września 1939) był profesorem Uniwersytetu Lwowskiego, dziekanem Wydziału Matematyczno-Fizycznego. Chociaż stronił od polityki, zgodził się zostać delegatem do Lwowskiej Rady Miejskiej. W czerwcu 1941 został wpisany na listę kandydatów na członków Akademii Nauk Ukraińskiej SRR.
W czasie okupacji niemieckiej Lwowa (1941–1944), z powodu zamknięcia przez Niemców uczelni, pozbawiony możliwości pracy zawodowej, wraz z wieloma innymi przedstawicielami nauki, kultury, członków ruchu oporu, młodzieży gimnazjalnej i akademickiej we Lwowie był (wraz z synem Stefanem, studentem medycyny) karmicielem wszy w Instytucie Badań nad Tyfusem Plamistym i Wirusami profesora Rudolfa Weigla, dzięki czemu posiadał dokument, który skutecznie chronił go przed represjami okupantów. Od 1942 do 1944 był wykładowcą matematyki na Państwowych Technicznych Kursach Zawodowych.

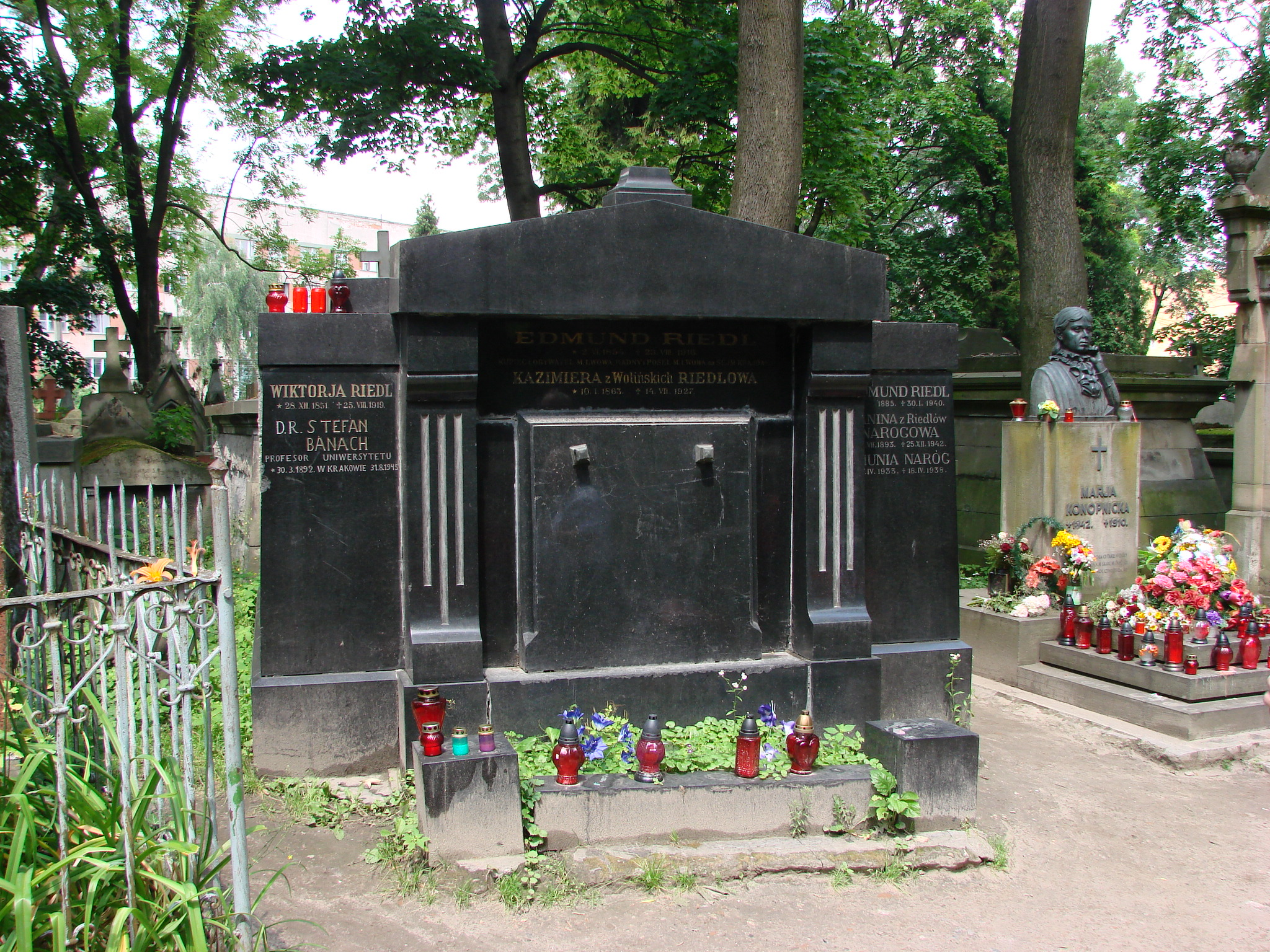
Grobowiec Riedlów na cmentarzu Łyczakowskim, w którym pochowany jest Stefan Banach.

Po ponownym zajęciu Lwowa przez Armię Czerwoną (27 lipca 1944) kontynuował swoją pracę na Uniwersytecie Lwowskim jako kierownik katedry matematyki. Wykładał też w Lwowskim Instytucie Politechnicznym. Mieszkał u zaprzyjaźnionej rodziny lwowskich kupców Riedlów w ich kamienicy przy ul. Dwernickiego 12. W styczniu 1945 zachorował na raka płuc, wywołanego wypalaniem pięciu paczek papierosów dziennie. Przygotowywany był jego wyjazd na stałe do Krakowa, gdzie miał podjąć wykłady na UJ. Z powodu diagnozy wyjazd nie doszedł do skutku. Zmarł 31 sierpnia 1945, został pochowany w grobowcu Riedlów na Cmentarzu Łyczakowskim we Lwowie tuż obok grobu Marii Konopnickiej. Jego pogrzeb, w którym wzięły udział tłumy mieszkańców Lwowa, był wielką manifestacją polskiego środowiska naukowego, które jeszcze pozostało we Lwowie. Na cmentarzu Łyczakowskim żegnało go 16 mówców.

## Osiągnięcia zawodowe
Był wykładowcą, autorem podręczników, w tym podręczników matematycznych dla szkół średnich.
Pierwsze jego prace dotyczyły szeregów Fouriera (w pierwszej opublikowanej wspólnie ze Steinhausem pracy rozstrzygnął negatywnie problem zbieżności średniej sum częściowych szeregu Fouriera), funkcji i szeregów ortogonalnych, równań Maxwella, funkcji pochodnych, funkcji mierzalnych, teorii miary. W pracy doktorskiej (opublikowanej w 1922) i w monografii Théorie des opérations linéaires podał pierwszą aksjomatyczną definicję przestrzeni nazwanych później jego nazwiskiem (przestrzeń Banacha), które sam określił jako przestrzenie typu B. Ugruntował ostatecznie podstawy niesłychanie ważnej w nowoczesnych zastosowaniach matematyki analizy funkcjonalnej. Podał jej fundamentalne twierdzenia, wprowadził jej terminologię, którą zaakceptowali matematycy na całym świecie.

## Ordery i odznaczenia
- Order Orła Białego – 6 listopada 2018 (pośmiertnie)[21][22]

## Życie prywatne
19 października 1920 r. w Krakowie ożenił się z Łucją Janiną Braus. Mieli syna Stefana (1922–1999), neurochirurga.

## Upamiętnienie

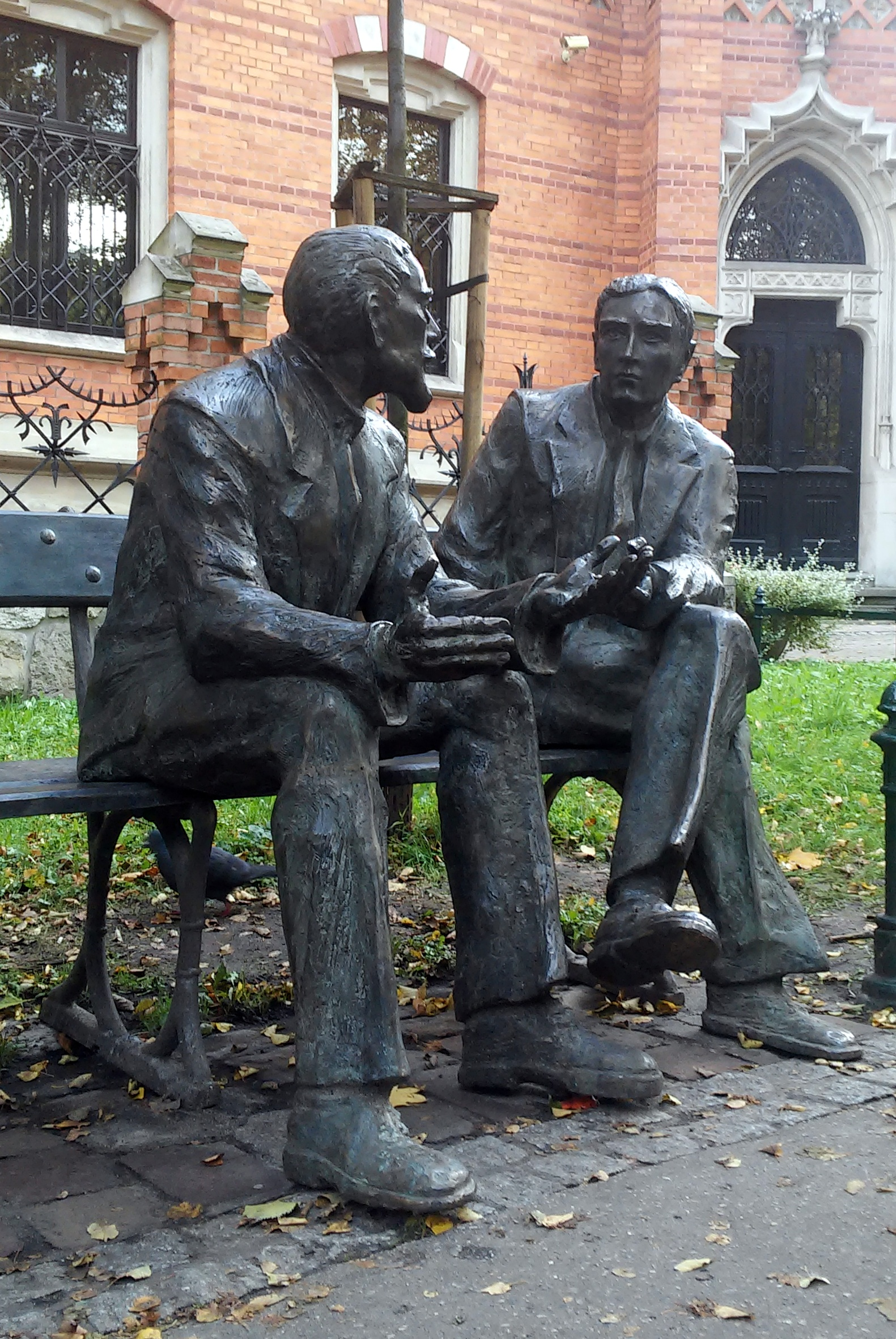
Ławka z figurami Ottona Nikodyma i Stefana Banacha na krakowskich Plantach (według projektu Stefana Dousy, odsłonięta 14 października 2016).

Polskie Towarzystwo Matematyczne ufundowało nagrodę naukową im. Banacha (1946), jego imieniem nazwano ulice w kilku miastach (są to m.in. ulica Stefana Banacha w Warszawie i ulica Stefana Banacha we Lwowie), w 1972 utworzono Międzynarodowe Centrum Matematyczne im. S. Banacha przy Instytucie Matematycznym Polskiej Akademii Nauk, a w 1992 – w stulecie urodzin – ustanowiono Medal im. Stefana Banacha za wybitne zasługi w dziedzinie nauk matematycznych. Od 2009 przyznawana jest także Międzynarodowa Nagroda im. Stefana Banacha.
23 listopada 1982 Poczta Polska wprowadziła do obiegu pocztowego znaczek z wizerunkiem Stefana Banacha o numerze katalogowym 2691, o wartości 15 zł (w ramach serii pt. „Matematycy polscy”).
Od 2001 planetoida o numerze 16856 oznaczona symbolem 1997YE8 nosi imię Stefana Banacha.
3 kwietnia 2012 Narodowy Bank Polski upamiętnił Stefana Banacha na złotej monecie 200 zł, srebrnej 10 zł i 2 zł ze stopu Nordic Gold. Monety zostały zaprojektowane przez Roberta Kotowicza.
14 października 2016 na krakowskich Plantach odsłonięto ławkę z figurami Stefana Banacha i Ottona Nikodyma upamiętniającą setną rocznicę rozmowy, jaką odbyli matematycy, przy okazji której doszło do spotkania z Hugonem Steinhausem.
Imię Stefana Banacha nosi kilka szkół, m.in. od 1977 roku Szkoła Podstawowa nr 172 im. prof. Stefana Banacha w Łodzi, od 1 września 2018 XLIV Liceum Ogólnokształcące im. Stefana Banacha w Warszawie (poprzednio im. Antoniego Dobiszewskiego), od marca 2018 II Liceum Ogólnokształcące im. Stefana Banacha w Świdnicy (poprzednio im. gen. Aleksandra Zawadzkiego) i X Liceum Ogólnokształcące im. prof. Stefana Banacha w Toruniu. Jego imię nosi też Zespół Szkół Technicznych i Ogólnokształcących im. Stefana Banacha w Jarosławiu, Liceum Ogólnokształcące w Żaganiu oraz Szkoła Podstawowa nr 53 im. Stefana Banacha we Wrocławiu.
Stefanowi Banachowi poświęcono jeden z odcinków serii dokumentalnej o polskich naukowcach i wynalazcach Geniusze i marzyciele.

## Publikacje
- Rachunek różniczkowy i całkowy (tom 1), wyd. Zakład Narodowy im. Ossolińskich, Lwów, 1929
- Rachunek różniczkowy i całkowy (tom 2), wyd. Książnica-Atlas, Lwów-Warszawa, 1930
- Teoria operacji. Tom I: Operacje liniowe, wyd. Kasy im. Mianowskiego Instytutu Popierania Nauki, Warszawa, 1931
  - Théorie des opérations linéaires, Warszawa, 1932 (fr.)
  - Курс функціонального аналізу: Лінійні операції, wyd. Radjanśka Szkoła, Kijów, 1948 (ukr.)
- Mechanika, Warszawa-Lwów-Wilno, 1938; cz. 1 i cz. 2
  - Mechanics, Warszawa-Wrocław, 1951 (ang.)
- Wstęp do teorii funkcji rzeczywistych, Warszawa-Wrocław, 1951
- Œuvres (tom 1), wyd. PWN, Warszawa, 1967
- Œuvres (tom 2), wyd. PWN, Warszawa, 1979